# Bakteriofag

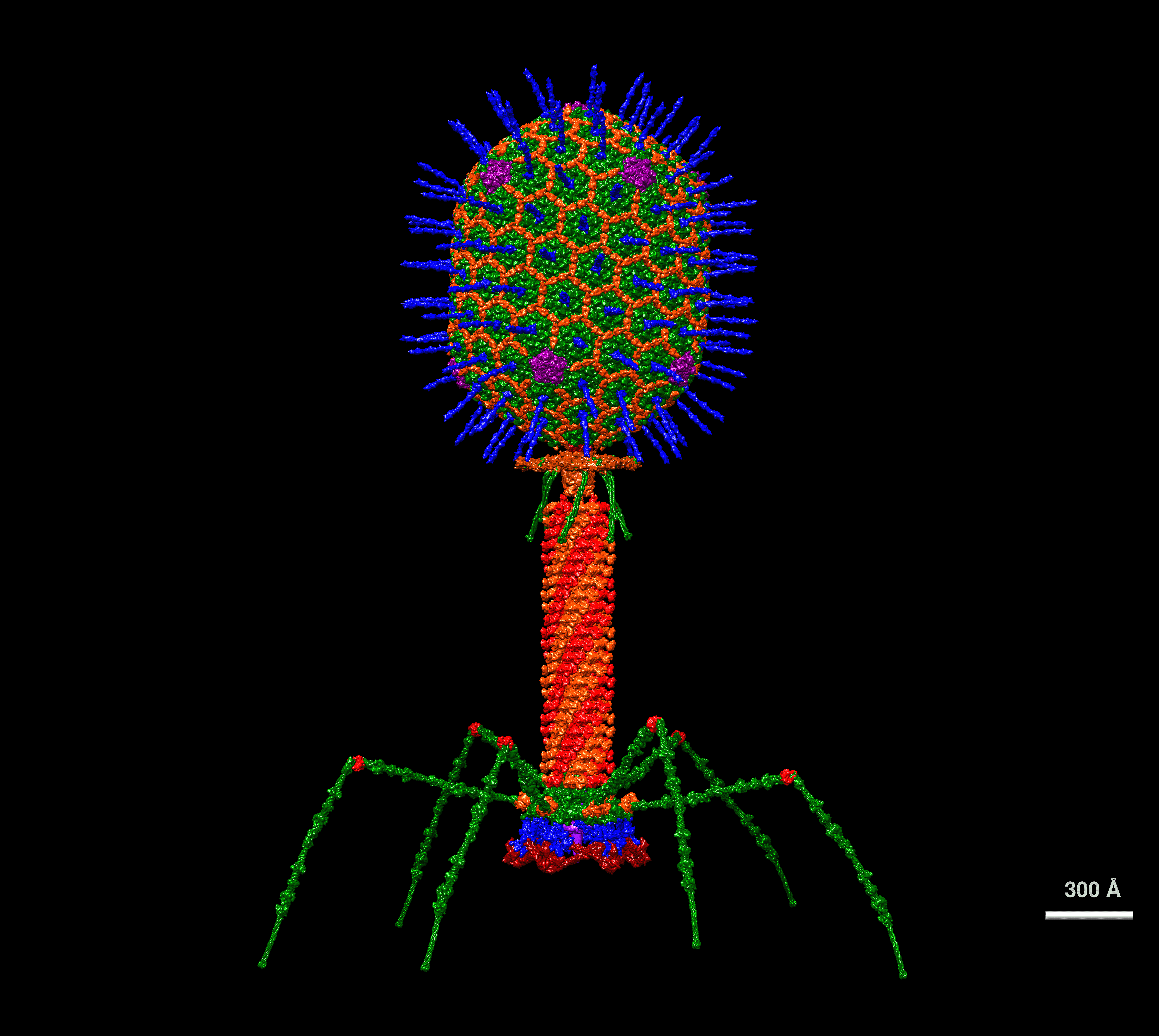
Model strukturalny bakteriofaga T-4 na poziomie atomowym (biały znacznik przedstawia długość 30 nanometrów)

Struktura bakteriofaga

Bakteriofag, fag – wirus atakujący bakterie. Przeważnie dany bakteriofag zdolny jest do infekcji tylko jednego gatunku (a czasem nawet tylko szczepu) bakterii. Bakteriofagi mogą przybierać kształty złożone (buławkowate), pałeczkowate lub wielościenne.
U pewnych fagów zakażenie następuje w ten sposób, że kwas nukleinowy (DNA lub RNA) jest wstrzykiwany przez otwór komórki bakterii, zrobiony przez białko kurczliwe pod ogonkiem, zaś część białkowa wirusa (kapsyd) pozostaje na zewnątrz. Bakteriofagi zjadliwe namnażają się i zabijają bakterię, łagodne natomiast wbudowują się w nukleoid komórki bakteryjnej i mogą istnieć przez wiele jej pokoleń (te zajadłe i łagodne mogą być tym samym fagiem różnicowanym przez czynniki biotyczne).
Bakteriofagi można podzielić na:
- zawierające dwuniciowy DNA – największa grupa bakteriofagów o budowie mieszanej, wielościennej główce, wielkości 100 nm i mających ogonek
- zawierające jednoniciowy DNA – np. wielkości 27 nm, o budowie wielościennej lub helikalnej
- zawierające RNA – wielkości 20–25 nm, o budowie wielościennej

Wybrane szczepy bakteriofagów są wykorzystywane do niszczenia bakterii chorobotwórczych. Terapia fagowa jest stosowana w przypadku infekcji antybiotykoopornych. W Polsce oferuje ją Instytut Immunologii i Terapii Doświadczalnej Polskiej Akademii Nauk we Wrocławiu.

## Indukcja profaga
Replikacja bakteriofagów łagodnych może zachodzić w sposób lizogeniczny jako tzw. profagi, oraz w sposób lityczny tworząc wiriony faga. Indukcją profaga nazywany jest proces przejścia od stanu lizogenii do aktywnego cyklu litycznego faga. U bakteriofagów łagodnych indukcja profaga może zachodzić w sposób samoistny z niską częstotliwością (tzw. indukcja spontaniczna), oraz zachodzić w wyniku działania czynników, powodujących uszkodzenie DNA bakterii z następną aktywacją odpowiedzi SOS.
Do znanych czynników indukcyjnych zaliczane są:
- Promieniowanie jonizujące (np. światło UV),
- Reaktywne formy tlenu (np. H2O2),
- Substancję uszkadzające DNA (np. mitomycyna C),
- Wysoka temperatura,
- Zmiany metaboliczne,
- Obce DNA.

Wynikiem działania czynników indukcyjnych jest powstawanie kompleksów ssDNA (tzw. jednoniciowe DNA) z białkiem RecA i ATP. Dany kompleks uczestniczy w derepresji genów SOS oraz inaktywacji białek repressorów cyklu litycznego u bakteriofagów łagodnych (np. białko Cl u faga λ), co powoduje aktywację ekspresji genów litycznych faga.

## Bakteriofagi modelowe
Wiele bakteriofagów jest intensywnie badanych, w tym:
- bakteriofag lambda
- bakteriofag T4 – ma DNA o długości 170 kbp (1 kbp = 1000 par zasad), rozmiarach 90x200 nm; ma 6 nóżek, pozycjonujących kurczliwą szyjkę wstrzykującą kapsyd DNA przez zlizowaną ścianę do bakterii, na której się zaabsorbował; modelowy fag najwcześniej znany z łysinek na posiewach pałeczki okrężnicy
- bakteriofag T7 – ma DNA o długości 40 kbp, kapsyd o średnicy 22 nm, ogonek o średnicy 10 nm
- bakteriofag ΦX174
- bakteriofag M13